# روژه‌ویل
روژه‌ویل (به فرانسوی: Rogéville) یک کمون در بخش مرت-ا-موزل در شمال شرقی فرانسه است.